# Bombus nevadensis
Bombus nevadensis (saknar svenskt namn) är en insekt i överfamiljen bin (Apoidea) och släktet humlor (Bombus) som lever i Nordamerika.

## Beskrivning
Humlan har en kort, men tät päls. Drottningens och arbetarnas huvud är helt svart, medan hanens ansikte och hjässa är gula. Mellankroppens översida är gul (honorna har ofta en svart fläck i mitten), liksom de tre främsta bakkroppssegmenten. Drottningen är omkring 20 mm lång, arbetarna 17 mm och hanen 15 mm. Humlan är långtungad.

## Ekologi
Flygperioden varar från tidigt i april till sent i september för drottningar, sent i maj till sent i september för arbetare och från början av juli till slutet av augusti för hanar. Arten samlar nektar framför allt från ärtväxter hos arbetare, korgblommiga växter och  stenbräckeväxter hos drottningar samt ärtväxter hos hanar. Humlan är jordbruksekonomiskt mycket värdefull på grund av sin pollinering av rödklöver.

## Utbredning
Arten förekommer i västra Nordamerika från Yukon och British Columbia till Saskatchewan i Kanada samt från Washington, Montana och North Dakota i nordvästra USA till Kalifornien, Arizona, New Mexico och Oklahoma i sydväst. Fem fynd som har gjorts i Hidalgo i mellersta Mexiko är omstridda; vissa forskare menar att de i stället tillhör Bombus auricomus. Det hela kompliceras av att andra forskare ser i alla fall vissa former av Bombus auricomus som en underart till Bombus nevadensis under namnet Bombus nevadaensis auricomus. Se även avsnittet Underarter nedan.

## Underarter
Arten delas ofta upp i två underarter, nominalunderarten Bombus nevadensis nevadensis, en östlig form med större delen av mellankropen gul, samt den mörkare Bombus nevadaensis auricomus som finns i de västra delarna av utbredningsområdet.